# Győr-Moson-Sopron (županija)
Županija Győr-Moson-Sopron (madžarsko Győr-Moson-Sopron vármegye, poslovenjeno Gjur–Mošon–Šopron) je županija na severozahodu Madžarske. Upravno središče županije je Gjur.

### Mestna okrožja
- Győr (sedež županije)
- Sopron

### Mesta in večji kraji
(po številu prebivalcev)
- Mosonmagyaróvár (32.720)
- Csorna (10.649)
- Kapuvár (10.353)
- Jánossomorja (5.912)
- Tét (3.877)
- Pannonhalma (3937)
- Fertőd (3.461)